# ジョナヴェーヴェ・ジョリー
ジョナヴェーヴェ・ジョリー（Jenaveve Jolie、1984年6月4日 - ）は、アメリカ合衆国のポルノ女優。カリフォルニア州出身。